# Juan Peñaloza
Juan Sebastián Peñaloza Ragga (Quibdó, 3 de mayo del 2000) es un futbolista colombiano que juega como extremo en el Guangzhou de la Primera Liga China.

## Trayectoria
Nacido en Quibdó, Juan se forma en el CD Estudiantil de Medellín antes de moverse a España el 19 de septiembre de 2018 tras firmar un acuerdo por 5 años con la SD Huesca, siendo asignado al club afiliado AD Almudévar de la Tercera División. El siguiente 31 de enero sale cedido hasta junio al CD Teruel de la Segunda División B. Disputa la siguiente campaña en la SD Ejea de la misma categoría, nuevo club afiliado de la SD Huesca, y el 2 de octubre de 2020 sale cedido al Racing de Ferrol, también de la misma división.
El 9 de agosto de 2021 se oficializa su cesión por un año al Águilas Doradas Rionegro de su país natal. Debuta ya al mismo día siguiente, entrando como sustituto de Juan Camilo Salazar en el descanso y anotando el gol ganador en una victoria por 1-0 frente al Patriotas Boyacá.
El 21 de julio de 2022 se oficializa su cesión al Deportivo Pereira.

## Clubes
Actualizado al último partido disputado el 28 de mayo de 2022.
| Club                       | País     | Año       | Partidos | Goles |
| -------------------------- | -------- | --------- | -------- | ----- |
| Almudévar                  | España   | 2018-2019 | 8        | 1     |
| Teruel (cesión)            | España   | 2019      | 11       | 0     |
| Ejea                       | España   | 2019-2020 | 12       | 0     |
| Huesca                     | España   | 2020-2023 | 0        | 0     |
| Racing de Ferrol (cesión)  | España   | 2020-2021 | 20       | 0     |
| Águilas Doradas (cesión)   | Colombia | 2021-2022 | 26       | 2     |
| Deportivo Pereira (cesión) | Colombia | 2022-2023 | 8        | 0     |
| Valmiera                   | Letonia  | 2023      | 15       | 1     |
| Guangzhou                  | China    | 2024-act. | 22       | 2     |